# Hindarx
Hindarx (azerbajdzjanska: Hindarx; tidigare ryska: Гиндарх: Gindarch) är en ort i Azerbajdzjan.   Den ligger i distriktet Ağcabädi, i den centrala delen av landet, 230 km väster om huvudstaden Baku. Antalet invånare är 16 998.